# Manuel Capella Ros
Manuel Capella Ros (les Alqueries, 4 de setembre de 1912 - València, 21 de gener de 2001) va ser un ciclista valencià, professional de 1933 a 1942. Va competir en grans proves com la Volta a Catalunya o la Volta a Espanya, però no va aconseguir guanyar cap etapa.

## Palmarés
- 1933
  - 5è a la Volta a Llevant
- 1934
  - 7è a la Volta a Mallorca

### Resultats a la Volta a Espanya
- 1935. Abandona a causa d'un accident
- 1936. Abandona
- 1942. Abandona